# 荒木さやか
荒木 さやか（あらき さやか、1984年12月22日 - ）は、日本のファッションモデル、DJ、実業家。身長 156センチ、血液型 A型。京都府出身。『小悪魔ageha』誌の元モデル。のち同誌の姉妹誌『姉ageha』へ移行。
月刊化前の別冊時代から『小悪魔ageha』の誌面に登場し、キャバクラ嬢として夜の仕事に従事しながら2006年より同誌の専属モデルとなる。以後、2011年に至るまでおよそ5年間にわたって第一線で誌面を盛り上げ、やがて同誌を卒業。
そうした活動と併行させつつ始動させた社長業、およびDJとしての活動も広く注目の的となってきた。
2018年3月、自身のInstagramで2016年に結婚、離婚をしていたことを発表した。

## 来歴
高校までを京都で過ごし、上京ののちにネイルおよびメイク関係の専門学校を卒業。19歳でキャバクラ嬢となった。
新宿歌舞伎町の「フォーセンス」というキャバクラに在籍していた当時、ファッション雑誌『小悪魔ageha』の編集部から撮影依頼を受けたことをきっかけにファッションモデルの活動を開始。2005年（21歳時）のことであった。翌2006年発売の『小悪魔ageha vol.2』で『小悪魔ageha』に初登場、そして月刊化2号目にあたる同年12月号で初表紙。専属モデルとなる。同年「R」という六本木のキャバクラ店に移籍し、“愛原リオナ”の名で活動。それから2008年に至るまで同店に勤務し、やがて同店からの退去とともにキャバクラ稼業を引退。この夜職からの“卒業”の模様は同年10月発売の『小悪魔ageha』誌11月号で特集の題材となるに至った。
ファッションブランド「GRS」を発起した2009年には、“DJ A☆LUCKY”の名でDJ活動を開始しCDを発売。さらには株式会社GRSを運営主体とする「ガールズファクトリーDOT」という名のブランドビルを渋谷に開業することにもなった。この「ガールズファクトリーDOT」は自身のプロデュースによるサロンやセレクトショップを入居させた3階建てのビルで、以後、株式会社GRSの代表取締役として、その運営に自ら携わってゆく社長としての活躍の様子が注目の的とされるようにもなった。
2009年に発売されたプレイステーション3用ゲームソフト『龍が如く3』にキャバクラ嬢役で出演。続編の『龍が如く4』ではキャバクラ嬢役オーディションの特別審査員を高橋ジョージとともに担った。この年には武藤静香と並んでの自身初のミュージックビデオ出演や、ランウェイイベント『渋谷ガールズコレクション』へのゲスト出場、『A☆LUCKY STYLE』と題したフォトエッセイの発売などもあった。
2011年になると、2月発売の『小悪魔ageha』誌3月号にて同誌を卒業、姉妹誌にあたる『お姉さんageha』に移籍した。この年には10月の暮れに発売された若旦那の楽曲のミュージックビデオに、廣瀬麻伊、根本弥生、小泉梓、斉藤夏海、峯村優衣、および八鍬里美という6名のモデルらとともに出演するなどもしている。

## 夜職

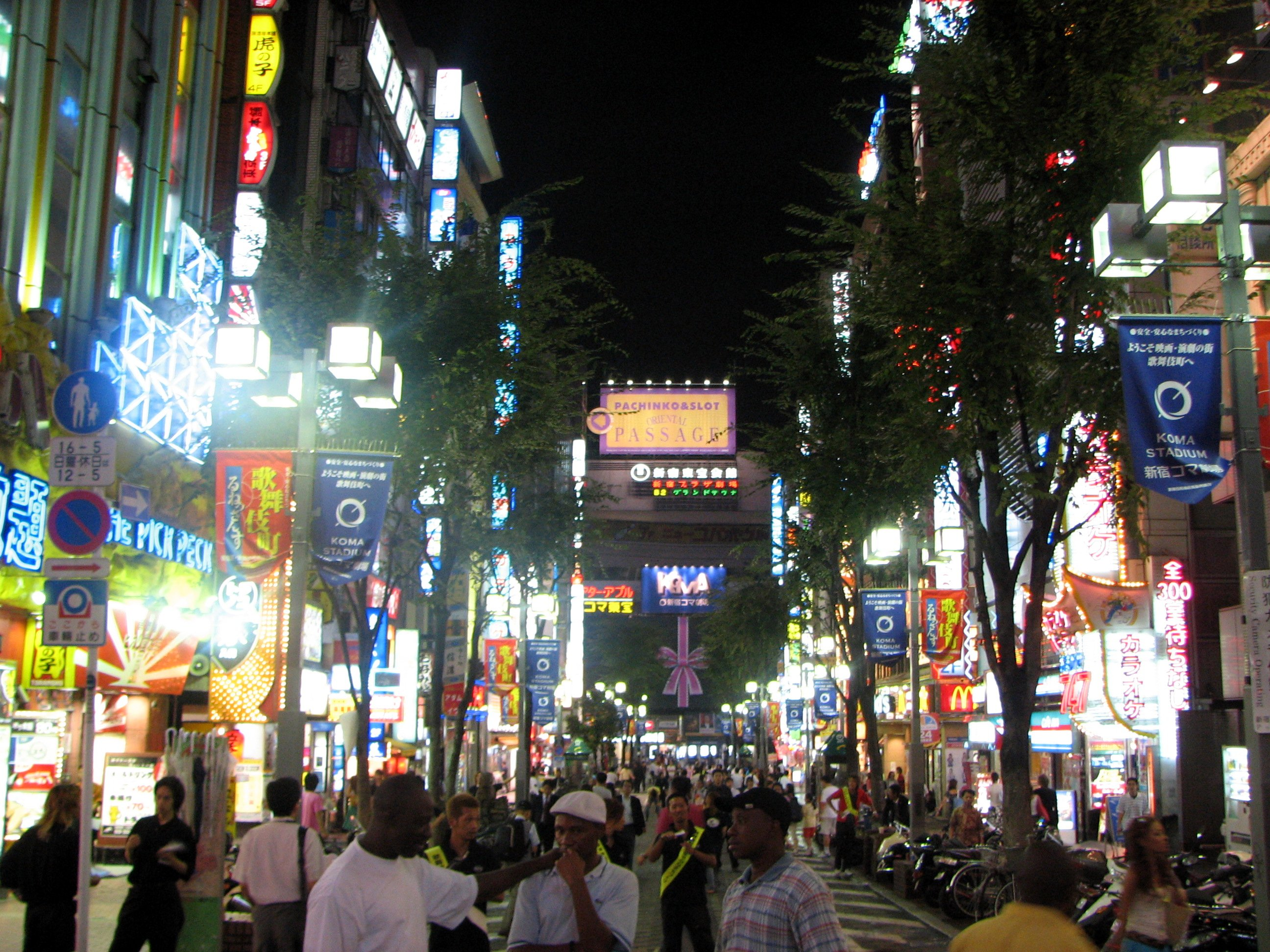
東京新宿・歌舞伎町

19歳から23歳までのおよそ4年間を通して東京・新宿歌舞伎町と六本木とを舞台に夜の仕事に従事した。
初の勤務は歌舞伎町の店で、“リオナ”の源氏名を持った。時は金融バブル（闇金バブル）と言われた時代の後期にあたり、単価で数十万円、〆日になると百万円台を落としてゆく金融業者が客の大半を占め、そうしたなかで入店から2〜3ヶ月で売り上げ上位陣に名を連ねるようになり、最終的にはナンバー１まで上昇したという。
フル出勤の継続から来る疲れや遊びへの欲求などから新宿の店を退去、それから半年を経た20歳の秋に新宿へ戻り別の店へ。そこで源氏名を改し“愛原リオナ”の名を持つに至る。入店から2ヶ月でナンバーワンとなり、それから21歳の春まで同店に勤務。秋の六本木「R」開店とともに同店の看板を背負う存在となり、以後2年間にわたって同店に勤務することとなった。
その経歴を通して営業やいわゆるアフターへは着手しなかったという。「R」を最後に23歳で引退。同時期発売の『小悪魔ageha』誌上では「さよならRさやか、夜上がります!!昼職人生、いざ勝負!!!」と題しての特集が組まれた。
| “オエッ、オエッ、オエッ、でも飲むんだよ。”―――二日酔いに苦しみながらも働き続けた週6出勤時代を述懐して。（『小悪魔ageha』誌上に名言として引用された。） |

## 私生活
2013年には恋人の存在を『姉ageha』誌上で公表、遠距離恋愛関係にあった大阪在住のその男性との結婚の意向をほのめかしてもいたものの、出会いから5・6年目を迎えた2014年（10月）に交際関係解消の旨を報告するに至っている。
2014年にはチャームポイントとされていた八重歯を共立美容歯科で治療。「八重歯脱いちゃいました‼今年29歳。30になる前に抜こうと決めていたの。この八重歯を愛してくれてた皆様ごめんなさい。。これからは自信を持って、たくさん笑顔をお届けします」と自身のブログで報告している。
寝る前に腹筋背筋200回することもある。

## 出演

### 雑誌
- 『姉ageha』（専属：2011年より現在）
- 『小悪魔ageha』（専属：2006年〜2011年）
- 『お姉さんになった!!! 小悪魔ageha×Happie nuts×I Love mama』（2010年11月6日発行） ― 『小悪魔ageha』と『Happie nuts』と『I LOVE mama』の合同による特別増刊誌 ― 共/けいこ（表紙）[32]・宮下美恵・難波サキ、ほか[33]

### 音楽MV
- 「eternal 〜永遠人〜」（JEMSTONE、2009年4月22日発売） 共/武藤静香[34]
- 「TASUKI」（若旦那、2011年10月26日発売）共/廣瀬麻伊・根本弥生・小泉梓・斉藤夏海・峯村優衣・八鍬里美[35]

### その他
- ゲームソフト：『龍が如く3』（セガ、2009年2月26日発売） ― 桜井莉菜および武藤静香とともに予約購入特典『Kamutai magazine（カムタイマガジン）』の表紙にも登場。[36]
- ランウェイ：『渋谷ガールズコレクション』（2009年3月8日）[37]
- ジャケット写真：『小悪魔ヘブン』（Gackt、2009年6月10日発売） 共/早川沙世ほか[38]
- イベント：『SEA RIZE ROCK 09×nadesicollection09』（北九州メディアドーム、2009年12月13日） 共/桜井莉菜・武藤静香・神子島みか・舟山久美子・菅野結以・細井宏美・川端かなこ・高橋真依子・山本優希・宮城舞・鈴木あや[39]
- ウェブサイト：『モデルcloset』（2010年2月9日開設） 共/ありっくま・イケメグ・池田詩織・板橋瑠美・市倉利紗・小川さえこ・本戸亜杏沙・木村あすか・幸田えりか・さくりな・佐藤菜純・滝澤美代・二宮悠嘉・星あや・のりたえ・武藤静香[40]
- 『荒木さやか笑顔までの道のり』歯並びがコンプレックスな荒木さやかが意を決して歯の治療を開始!!共立美容外科・歯科（2014年）
- キャバクラ求人「ラブキャバ」オフィシャルモデル（2011年4月より）
- イククル「荒木さやかの恋愛レスキュー」（2011年5月より）
- ムック：『アイメイクパーフェクトBOOK』（インフォレスト『小悪魔ageha』・『姉ageha』特別編集、2013年3月16日発売） 表紙：共/八鍬里美・武藤静香・桜井莉菜[41]

## ディスコグラフィー

### アルバム
1. DJ A☆LUCKY HOUSE MIX Vol.1（2009年3月31日）
ローリン・ヒルやワイクリフ・ジョン、エイミー・ワインハウスなどの楽曲を収録[42]。なかでも自身のオリジナル楽曲「Take A Step」はクラブ系着うた専門の『レコチョク・クラブ・うた』にて2009年3月25日にデイリーランキング1位となった[43]。
2. KISS YOU KISS ME 〜Hearty Mix〜（2010年2月10日）
自身の手によるノンストップミックスCD[44]。